# Izbica Kujawska (gemeente)
De gemeente Izbica Kujawska is een stad- en landgemeente in het Poolse woiwodschap Koejavië-Pommeren, in powiat Włocławski.
De zetel van de gemeente is in Izbica Kujawska.
Op 30 juni 2004 telde de gemeente 8 056 inwoners.

## Oppervlakte gegevens
In 2002 bedroeg de totale oppervlakte van gemeente Izbica Kujawska 132,05 km², waarvan:
- agrarisch gebied: 83%
- bossen: 3%

De gemeente beslaat 8,97% van de totale oppervlakte van de powiat.

## Demografie
Stand op 30 juni 2004:
| Omschrijving                   | Totaal | Totaal | Vrouwen | Vrouwen | Mannen | Mannen |
| ------------------------------ | ------ | ------ | ------- | ------- | ------ | ------ |
| eenheid                        | aantal | %      | aantal  | %       | aantal | %      |
| inwoners                       | 8 056  | 100    | 4 092   | 50,8    | 3 964  | 49,2   |
| bevolkingsdichtheid (inw./km²) | 61     | 61     | 31      | 31      | 30     | 30     |

In 2002 bedroeg het gemiddelde inkomen per inwoner 1 180,95 zł.

## Administratieve plaatsen (sołectwo)
Augustynowo, Błenna, Błenna A, Błenna B, Chociszewo, Cieplinki, Ciepliny, Długie, Gąsiorowo, Grochowiska, Helenowo, Józefowo, Kazanki, Kazimierowo, Komorowo, Mchówek, Mieczysławowo, Modzerowo, Naczachowo, Nowa Wieś, Obałki, Pasieka, Skarbanowo, Sokołowo, Szczkówek, Ślazewo, Śmieły, Świętosławice, Świszewy, Tymień, Wietrzychowice, Wiszczelice, Wólka Komorowska, Zdzisławin.
Zonder de status sołectwo : Ciepliny-Budy, Śmielnik.

## Aangrenzende gemeenten
Babiak, Boniewo, Lubraniec, Przedecz, Topólka